# Monte Cheaha
O Monte Cheaha (em inglês Cheaha Mountain) é o ponto mais elevado do Alabama, com 735 metros de altitude. Está localizado a poucos quilômetros a noroeste de Delta.
Além de ser um ponto turístico, o monte tem vários transmissores de televisão e de serviço público. O Condado de Calhoun tem sua antena de transmissão da televisão estatal perto do pico, tendo 176 metros de altura.
A montanha foi aberta ao público como parque estadual em 7 de junho de 1939.